# Thomas Trevor
Thomas Trevor (8 mars 1658 - 19 juin 1730) est un juge et homme politique britannique, procureur général puis Lord du sceau privé.

## Biographie
Il est le deuxième fils de John Trevor (1626-1672)  et fait ses études avec des précepteurs avant d'entrer à Inner Temple (1672) et Christ Church, Oxford. Il est appelé au barreau en 1680 .
Il est fait Conseiller de la reine en 1683 et est anobli et fait Solliciteur général en 1692, promu comme procureur général en 1695. En 1701, Trevor est nommé juge en chef de plaids communs. Il est également nommé conseiller privé (1702-1714) et premier commissaire du grand sceau (1710). En 1712, il est créé comme pair en tant que baron Trevor de Bromham .
Lors de l'avènement de George Ier en 1714, il est privé de ses fonctions en raison de prétendues sympathies jacobites, mais à partir de 1726, il est rétabli et devient Lord du sceau privé de 1726 jusqu'à sa mort  et un des régents de la justice (1727), Lord président du Conseil (1730) et gouverneur de Charterhouse .
En 1707, il est élu membre de la Royal Society .

## Famille
En 1704, il épouse Anne Weldon (en) (1670-1723), fille de Robert Weldon (ou Weildon), mercier à Fleet Street, à Londres. Anne a déjà été mariée à Sir Robert Bernard, de Brampton, avec qui elle a eu six enfants . Trois des fils de Trevor, dont Robert Hampden-Trevor (1er vicomte Hampden) se sont succédé à sa baronnie et un quatrième fils, Richard Trevor (évêque) (1707-1771), est Évêque de St David's de 1744 à 1752, puis évêque de Durham .